# St. Katharina (Herhahn)

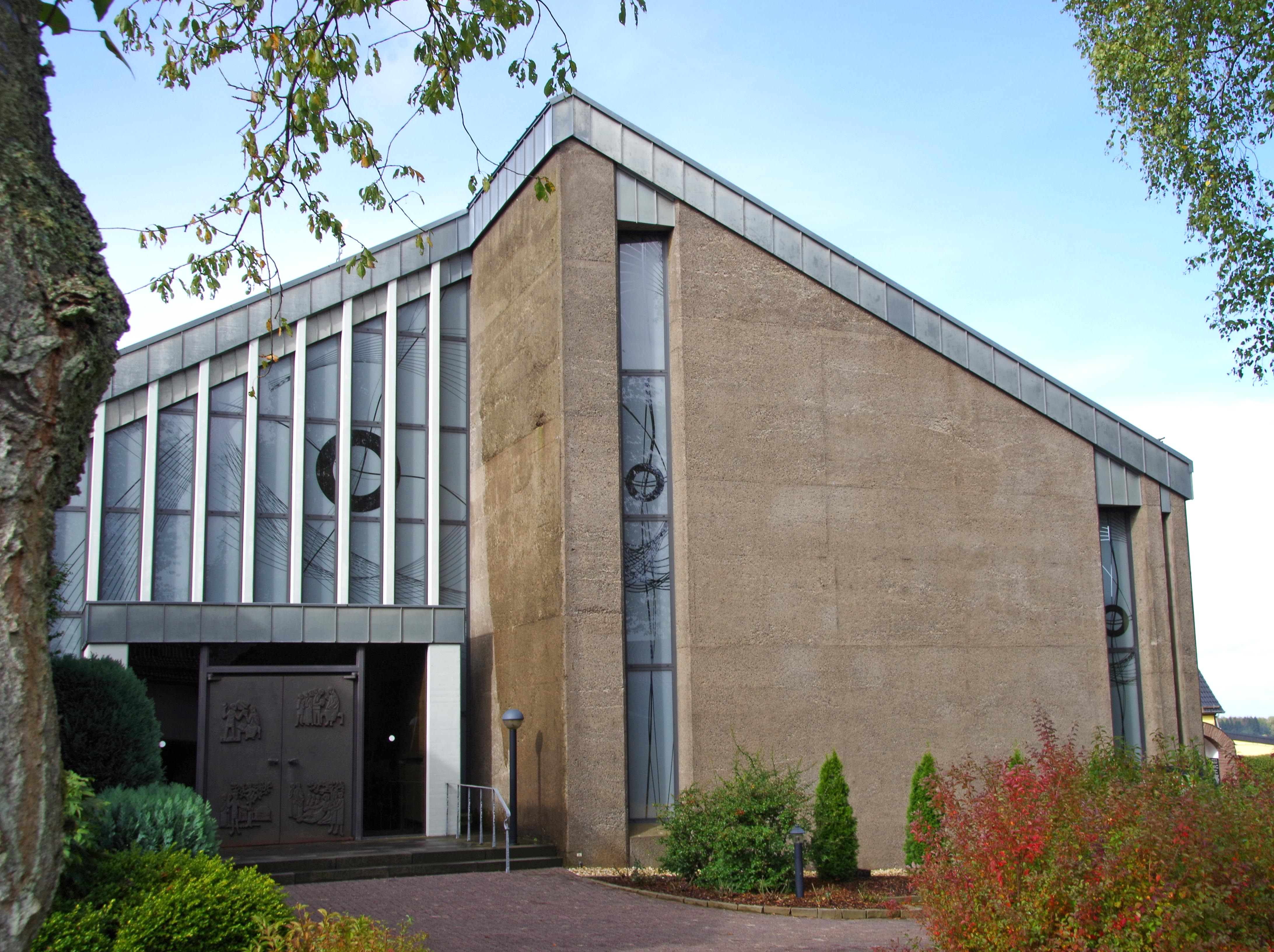
St. Katharina (Herhahn), Ostfassade mit Eingangsportal

St. Katharina ist die römisch-katholische Pfarrkirche des Schleidener Stadtteils Herhahn im Kreis Euskirchen in Nordrhein-Westfalen.
Die Kirche ist der hl. Katharina von Alexandrien geweiht. Zur Pfarrei zählt auch Morsbach, der Weiler Hühnerbusch sowie die ehemalige NS-Ordensburg Vogelsang.

## Lage
Das Kirchengebäude befindet sich im westlichen Teil von Herhahn direkt am Friedhof. An der Nordseite führt die Straße Herhahn am Gotteshaus vorbei und an der Südseite die Katharinenstraße.

## Allgemeines
Herhahn gehörte im Mittelalter zur Pfarre Olef und seit 1660 zur Pfarre St. Rochus, Wollseifen, das in diesem Jahr eigenständige Pfarrei wurde. Da Herhahn über kein eigenes Gotteshaus verfügte, gab es 1872 erste Bemühungen der Bewohner zur Errichtung einer eigenen Kapelle. Durch den Kulturkampf zerschlugen sich diese jedoch. Erst 1909 wurde ein Bauverein zum Bau einer eigenen Kirche gegründet. In diesem Jahr wurde von Seiten des Erzbistums Köln, zu dem Herhahn bis 1930 gehörte, auch die Einrichtung einer eigenen Seelsorgerstelle genehmigt. 1926 erhielt Herhahn schließlich eine eigene Kirche, die nun Filialkirche von Wollseifen war.

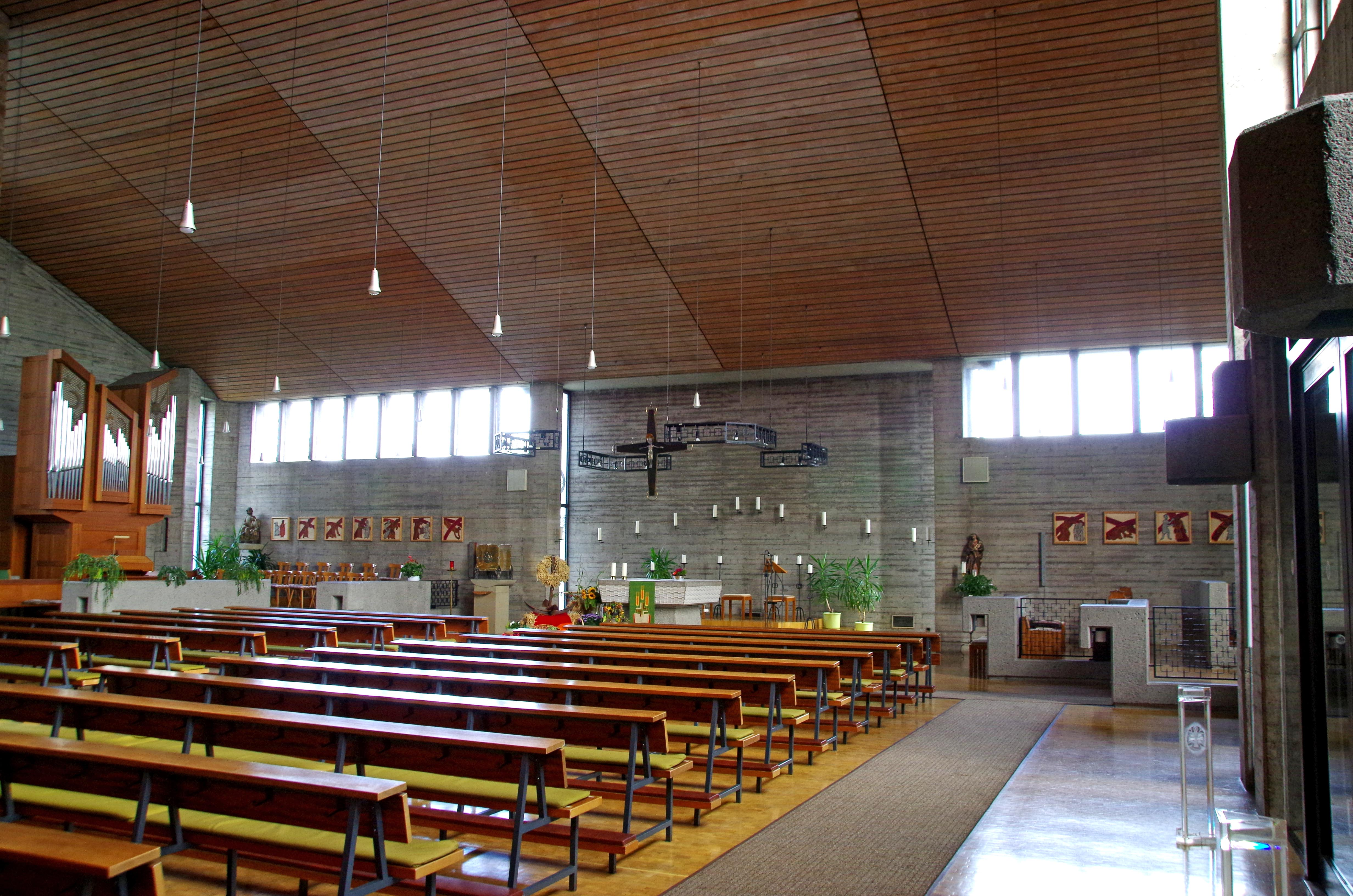
Innenraum, Nordwand mit Altar

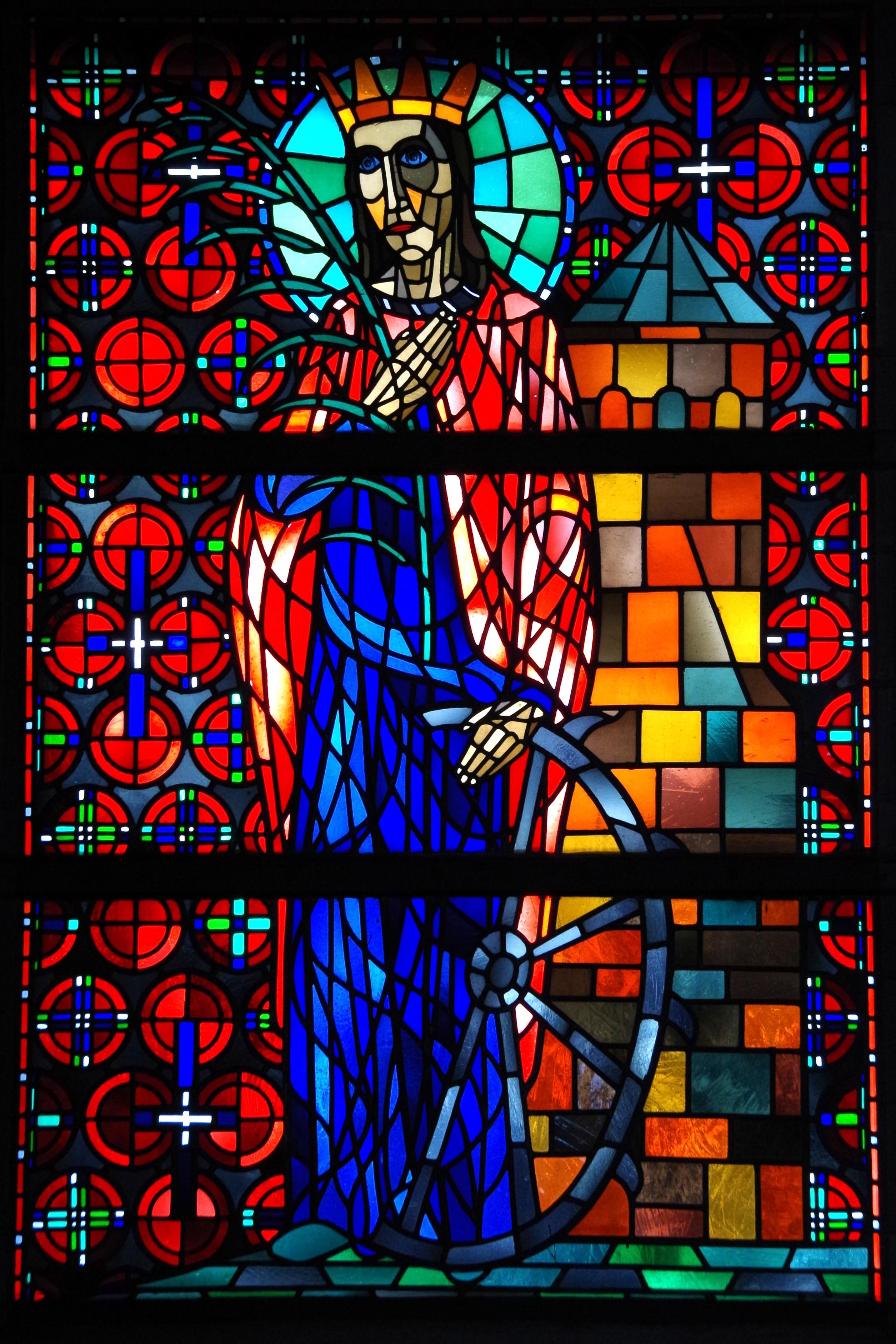
Südseite mit Kirchenfenster St. Katharina von Alexandrien

Aufgrund der Einrichtung des Truppenübungsplatz Vogelsang und der damit verbundenen Räumung Wollseifens 1946 konnte die dortige Pfarrkirche nicht mehr genutzt werden und war für die Öffentlichkeit nicht mehr zugänglich. Somit verlagerte sich das pfarrliche Leben nach Herhahn. Am 26. Juli 1948 wurde Herhahn zunächst von der Pfarre Wollseifen, die formal noch bestand, abgetrennt und zur eigenständigen Pfarrei erhoben. 1957 wurde schließlich die Pfarre Wollseifen aufgelöst und Herhahn zugeschlagen. Seitdem heißt die Pfarre St. Katharina Wollseifen-Herhahn.

## Baugeschichte
Herhahn besaß nie ein eigenes Gotteshaus. Die Bewohner mussten für den Besuch des Gottesdienstes ins benachbarte Wollseifen.
Im Jahr 1920 fertigte der Kölner Architekt Edmund Renard Pläne für eine eigene Kirche an. Die neue Kirche wurde im September 1926 fertiggestellt. Aufgrund der angestiegenen Bevölkerungszahl reichte diese Kirche Anfang der 1970er Jahre nicht mehr aus.
Zwischen 1972 und 1973 wurde die heutige Pfarrkirche nach Plänen des Heimbacher Architekten Franz Daheim erbaut. Die Kirche aus dem Jahr 1926 wurde zuvor abgerissen. Die Konsekration fand am 25. August 1973 statt.

## Baubeschreibung
St. Katharina ist eine moderne Saalkirche aus Bruchstein und Beton. Der Altarbereich befindet sich an der Nordwand. Das Gebäude besitzt ein Satteldach, welches im Innenraum mit Holz verkleidet ist. Der Glockenturm befindet sich im Westen und ist nur wenig höher als das Kirchenschiff.

## Ausstattung
Im Innenraum befindet sich eine moderne Ausstattung. Die Orgel ist ein Werk von Weimbs Orgelbau aus dem Jahr 1984. Das Instrument besitzt 14 Register und eine elektrische Traktur. Fünf Buntglasfenster von 1955 wurden aus der alten Kirche übernommen. Sie zeigen u. a. die hl. Agnes von Rom, Johannes den Täufer und die hl. Katharina von Alexandrien. Die restlichen Fenster wurden 1972 von Max Kratz geschaffen.

## Pfarrer
Folgende Pfarrer wirkten bislang an St. Katharina als Seelsorger:
| von – bis | Name                            |
| --------- | ------------------------------- |
| 1935–1952 | Adolf Heitzer (bis 1948 Rektor) |
| 1952–1976 | Wilhelm Grundmann               |
| 1976–1982 | Wolfgang Schröer                |
| 1982–1989 | Bernhard Frohn                  |
| 1989–2023 | Philipp Cuck                    |
| Seit 2023 | Thomas Schlütter                |